# Heinrich Bodinus (Zoologe)

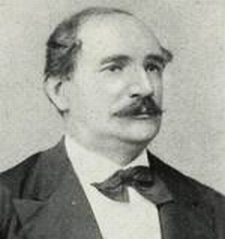
Heinrich Bodinus

Heinrich Karl August Bodinus, auch  Karl August Heinrich Bodinus (* 29. Juli 1814 in Drewelow; † 23. November 1884 in Berlin) war ein deutscher Arzt und Zoologe. Er begründete den Kölner Zoo und war Direktor des Zoologischen Gartens in Berlin.

## Leben
Heinrich Bodinus wurde als Sohn des Domänenpächters Friedrich Bodinius in Drewelow bei Anklam in Vorpommern geboren. Seine Mutter Johanna Charlotte Sophie stammte aus dem Adelsgeschlecht von Weltzien. Nach dem Besuch des Jageteufelschen Kollegium in Stettin studierte er ab 1833 in Greifswald und Berlin Medizin. Während seines Studiums wurde er 1833 Renonce der Burschenschaft Arminia Greifswald.
Nach dem Abschluss ließ er sich zunächst in Bergen auf Rügen als praktischer Arzt nieder. 1852 zog er nach Greifswald, wo er ein Zoologiestudium aufnahm. Er beschäftigte sich vor allem mit Geflügelzucht. Durch mehrere Veröffentlichungen galt er als Autorität auf diesem Gebiet. Er setzte sich sehr für die Verbreitung der Stralsunder Hochflieger ein. Nach ihm wurde der Rassetyp Bodinussche Tümmler sowie die Bodinus-Amazone Amazona festiva bodini als Unterart der Blaubrauenamazone benannt.
Im Jahr 1859 folgte er einem Ruf von Caspar Garthe nach Köln, wo er erfolgreich den Zoologischen Garten aufbaute. Im Herbst 1869 ging er nach Berlin, um dort den in schlechter Verfassung befindlichen Zoo erfolgreich zu reorganisieren.
Heinrich Bodinus starb 1884 im Alter von 70 Jahren in Berlin und wurde auf dem Alten Zwölf-Apostel-Kirchhof in Schöneberg beigesetzt. Das Grab ist nicht erhalten.
Bodinus’ Tochter Mathilde heiratete den Offizier und Schriftsteller Hermann Frobenius. Der Maler Hermann Frobenius sowie der Ethnologe und Afrikaforscher Leo Frobenius sind seine Enkel.

## Ehrungen
- Eine nach ihm benannte „Bodinusstraße“ gibt es unweit des Kölner Zoos sowie in Düsseldorf angrenzend an den ehemaligen Zoologischen Garten.